# Château de Guttenberg
Le château de Guttenberg (plus rarement Guttenburg) est la ruine d'un château fort rocheux près de la frontière française dans la partie allemande de la Vasgovie (allemand : Wasgau), qui appartient à la forêt palatine (Rhénanie-Palatinat).

## Géographie
Le château de Guttenberg est un château de colline situé dans la partie supérieure allemande de la Forêt du Mundat de Wissembourg (allemand : Oberer Mundatwald) à environ trois kilomètres à l'ouest d'Oberotterbach à 503,1 m d'altitude (niveau normal d'Amsterdam) au sommet de la colline du Schloßberg. À une distance d'un kilomètre chacun, le Hohe Derst (560,5 m) au nord et le Hohe Kopf (496,9 m) au sud. L'Otterbach, la branche mère droite du Michelsbach, prend sa source sur le versant nord-est du Schloßberg en contrebas du château.

## Histoire
Le château peut avoir été mentionné pour la première fois en 1151 comme un château impérial de la maison de Hohenstaufen, administré par le ministériel Landolfo de Gudenburc, ou avec Ulrich von Guttenberg (Udelricus de Gudenburhc), qui en a fait don de l'abbaye d'Eußerthal en 1174.
La première mention de source sûre remonte à 1246, lorsque Isengard von Falkenstein, au nom de son mari le greffier impérial Philipp I von Falkenstein, remit le château au roi Conrad IV de Hohenstaufen.
À partir de 1317, la moitié du château passa aux comtes de Linange (Leiningen) en tant que fief, tandis que l'autre moitié échut au Palatinat du Rhin un peu plus tard.
Au cours de la division du Palatinat de 1410, le château passa au duc Étienne de Bavière du Palatinat-Simmern-Deux-Ponts. Les comtes de Leiningen ont perdu leur part de propriété en 1463, qui est revenue via le comté de Hanau-Lichtenberg à la ligne latérale des Wittelsbach du Palatinat-Deux-Ponts.
En 1525, pendant la guerre des Paysans allemands, le château de Guttenberg a été détruit par des groupes de paysans lorrains. La ruine n'a pas été reconstruite, le bureau associé a été déplacé à Dörrenbach. Avec l'extinction de la ligne Heidelberg en 1559, le Palatinat-Deux-Ponts reçut l'autre moitié du domaine de Guttenberg, y compris la partie associée du château en ruine.
En 1680-1697, la région était sous l'hégémonie française dans le cadre des succès remportés par la politique des Réunions menée par Louis XIV. De 1792 à 1815, la région faisait partie de la France et a été rattachée au Bas-Rhin.
La zone entre la Lauter et la Queich, y compris les ruines de Guttenberg, tomba sous la souveraineté de l'empire d'Autriche à la suite des accords conclus lors du traité de Paris de 1815 (novembre 1815). En avril 1816, tout le Palatinat rhénan fut cédé par l'empire d'Autriche au royaume de Bavière lors du traité de Munich.
Après la fin de la Seconde Guerre mondiale, le château est devenu la propriété du land de Rhénanie-Palatinat, mais a été sous administration française de 1949 à 1986.
De 1989 à 1995, des travaux de sauvegarde et de restauration ont été effectuées avec le soutien du Conseil d'administration pour la conservation de la forêt du Mundat.

## État du château

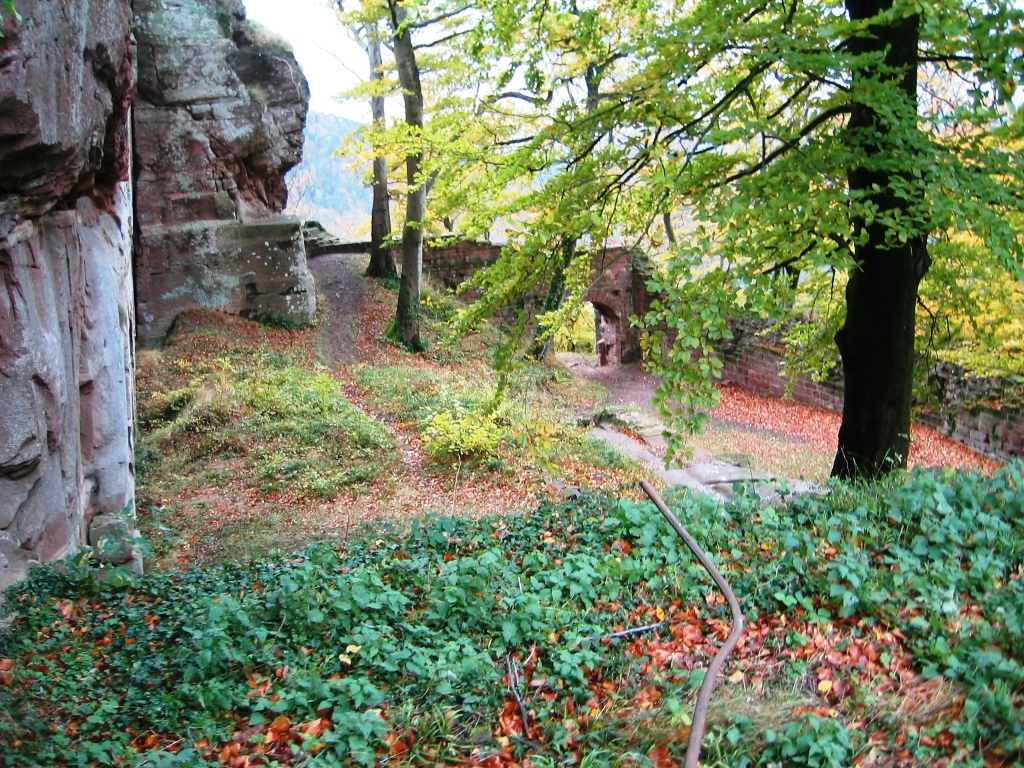
Cour du château de Guttenberg.

Seules des petites parties du château ont survécu, car il a été utilisé comme carrière après sa destruction. Construit au sommet de la montagne, couronné par un récif rocheux, il couvrait à l'origine une superficie d'environ 50 mètres sur 25. Des trois tours du château supérieur sur le récif rocheux, seul le donjon est partiellement conservé. De plus, il y a de nombreux trous de poutres et de poteaux dans cette zone et les restes d'un escalier creusé dans la roche, qui servait autrefois de connexion au château inférieur. Des parties du mur d'enceinte, des fondations du bâtiment et une porte existent toujours.
Aujourd'hui, le rocher de l'Oberburg est une plate-forme qui permet une vue sur l'Obermundat et la plaine du Rhin Supérieur.

## Seigneurie de Guttenberg
Les villages appartenant au domaine de Guttenberg étaient divisés en communautés supérieures et inférieures.
La partie supérieure renfermait le village de Guttenberg tombé plus tard à l'abandon, ainsi que les villages d'Oberotterbach, Dörrenbach, Rechtenbach, Mundorf, Harwerden et l'exclave de Münchweiler.
La communauté inférieure comprenait Minfeld, Kandel avec Höfen et Minderslachen, Freckenfeld, Vollmersweiler et Niederotterbach. Après un échange de zone entre le Palatinat-Deux-Ponts et le Palatinat électoral en 1786, l'ancien bureau de Guttenberg est devenu le bureau supérieur du Palatinat-Deux-Ponts, auquel les bureaux échangés de Selz et Hagenbach étaient subordonnés.